# Zhangqiao, Taixing
Zhangqiao är en köping i Kina. Den ligger i provinsen Jiangsu, i den östra delen av landet, omkring 120 kilometer öster om provinshuvudstaden Nanjing. Zhangqiao ligger i Taixings stad på häradsnivå och Taizhous stad på prefekturnivå.
Genomsnittlig årsnederbörd är 1 307 millimeter. Den regnigaste månaden är juli, med i genomsnitt 264 mm nederbörd, och den torraste är januari, med 34 mm nederbörd.